# Bingo
Bingo er et spil, som spilles vha. en bingoplade og en beholder, hvori der ligger enten 75 eller 90 bolde med hver deres tal påtrykt. Spillet i den mest enkle form går ud på, at en opråber udtrækker vilkårlige tal og råber dem op mens spillerne markerer hver gang et udtrukket tal er på deres spilleplade. Når en spiller har markeret alle tal på en vandret linje, råber vedkommende bingo!, hvorefter en kontrollant tjekker, at de rigtige tal er markeret. Herefter spiller man videre til en spiller har alle tal på pladen markeret, og der igen råbes bingo!

## Udbredelse
Bingo har traditionelt været spillet i idrætshaller og forsamlingshuse rundt omkring i landet. Ofte arrangeret af foreninger og sportsklubber, som derved kunne tjene penge til deres drift. Men også kommercielle bingohaller har udbudt spillet. Fælles for bingoarrangementerne er, at de er forbundet med en høj grad af social interaktion. Mange bingohaller oplevede i forbindelse med Rygeloven, at deres omsætning faldt drastisk.
Faldet i omsætningen skyldes ikke kun restriktioner på rygning. Inden for de senere år har online bingo vundet indpas hos spillerne, hvilket også udfordrer de store bingohaller.

## Bingo og banko
Banko er et slags søsterspil til bingo,[kilde mangler] og konceptet er da også stort set det samme.
Alligevel er der nogle forskelle, fx:
- Pladerne i bingo er kvadratiske og med bingo stående øverst i midten – i banko er de oftest rektangulære.
- En traditionel bingoplade vil bestå af 25 felter (5 X 5), og der er tal i samtlige felter. En traditionel bankoplade består af 27 felter (3 x 9), hvor de 12 af felterne er blanke.

Bingo og banko er også kendt som tallotteri.

## Online bingo
Bingohallerne eksisterer stadigvæk, men nu findes de også i en web-baseret udgave. Her forsøger spiludbyderne at genskabe stemningen fra de traditionelle bingohaller, bl.a. med forskellige muligheder for at chatte med de øvrige spillere.
En fordel ved bingospil på nettet er også muligheden for automatisk nummerafkrydsning. Computeren klarer det hele, så man kan spille flere plader eller deltage i chatspil, mens bingopladerne bliver krydset af.